# Surdila-Găiseanca, Brăila
Surdila-Găiseanca este satul de reședință al comunei cu același nume din județul Brăila, Muntenia, România.